# Beregi
Beregi (más néven Berehi, ukránul: Береги) falu Ukrajnában, Kárpátalján, a Huszti járásban.

## Fekvése
Ökörmezőtől keletreAlsószinevértől északkeletre, Felsőszinevértől délkeletre, 1085 méter tengerszint feletti magasságban  fekvő település.

## Nevének eredete
A Berehi helységnév ruszin dűlőnévi eredetű, szó alapjául a ruszin-ukrán берег ’part, mart, pereme, széle valaminek’ (СУМ. 1: 158) főnév többes számú alakja szolgált (szlovén bergъ~brěgъ) , jelentése ’partok, oldalak’.

## Története
Nevét 1864-ben Berehe néven már említették. Későbbi névváltozatai: 1892-ben, 1898-ban, 1902-ben Berchi, 1944-ben Berehi, Береги, 1983-ban Береги (Zo).

## Népesség
A 2001 évi népszámláláskor 211 lakosa volt.

| 2001 | 211 |